# اولاد مع له
اولاد مع له (به عربی: أولاد مع الله) یک شهرداری در الجزایر است که در ناحیه سیدی علی واقع شده‌است. اولاد مع له ۸٬۹۴۸ نفر جمعیت دارد.